# 泗渡镇
泗渡镇，是中华人民共和国贵州省遵义市汇川区下辖的一个乡镇级行政单位。

## 行政区划
泗渡镇下辖以下地区：
泗渡街道社区、松杉村、上坝村、布政村、观坝村、幸福村、双仙村、麻沟村和金田村。

## 交通
- 渝贵铁路：娄山关南站